# Заиграевский район
Заигра́евский райо́н (бур. Загарайн аймаг) — административно-территориальная единица и муниципальное образование (муниципальный район) в составе Республики Бурятия Российской Федерации.
Административный центр — посёлок городского типа Заиграево.

## География
Заиграевский район, площадью 6603 км², расположен в центральной Бурятии. На крайнем западе в долине реки Уды граничит с городским округом Улан-Удэ и небольшим участком в отроге хребта Улан-Бургасы — с Иволгинским районом. На северо-западе и севере по водоразделу хребта Улан-Бургасы проходит граница с Прибайкальским районом. Граница с Хоринским районом на северо-востоке пересекает долину реки Курбы, на востоке — долину Уды и, далее в восточном направлении проходит по водоразделу Худанского хребта. На востоке Заиграевский район граничит с Кижингинским районом. На юге по хребту Цаган-Дабан район граничит с Мухоршибирским районом и Петровск-Забайкальским районом Забайкальского края. На юго-западе и западе проходит граница с Тарбагатайским районом республики.
Реки района относятся к бассейну Селенги. Основные: Уда, Курба, Брянка, Илька, Челутай. В долинах этих рек и их притоков расположены все населённые пункты района.
Населённые пункты западной части района входят в состав Улан-Удэнской агломерации.

## История
Заиграевский аймак Бурят-Монгольской АССР в пределах существующих административных границ образован постановлением Президиума ВЦИК от 11 февраля 1935 года.
17 сентября 1935 года районный центр был переведён из села Унэгэтэй в посёлок Заиграево.
6 апреля 1961 года из Заиграевского аймака в состав Хоринского аймака передан Верхнеталецкий сельсовет
1 февраля 1963 года аймак преобразован в Заиграевский промышленный аймак.
2 апреля 1963 года из состава Заиграевского промышленного аймака выделены Дабатуйский и Курбинский сельсоветы и переданы в состав Улан-Удэнского аймака.
11 января 1965 года Заиграевский промышленный аймак вновь преобразован в Заиграевский аймак.
3 декабря 1965 года Дабатуйский и Курбинский сельсоветы переданы обратно из Улан-Удэнского аймака в Заиграевский аймак.
В октябре 1977 года Заиграевский аймак Бурятской АССР переименован в Заиграевский район.
18 февраля 1981 года посёлок Ехэ-Горхон Заиграевского района передан в состав Нижнекодунского сомсовета Кижингинского района.

## Население
| 1939    | 1959    | 1960    | 1961    | 1962    | 1963    | 1964    | 1965    | 1966    | 1967    | 1968    | 1969    |
| ------- | ------- | ------- | ------- | ------- | ------- | ------- | ------- | ------- | ------- | ------- | ------- |
| 31 500  | ↗51 400 | ↘49 900 | ↗50 200 | ↗51 600 | ↘51 300 | ↗51 900 | ↘51 600 | ↘50 800 | ↘50 300 | ↗50 700 | ↘49 200 |
| 1970    | 1971    | 1972    | 1973    | 1974    | 1975    | 1976    | 1977    | 1978    | 1979    | 1980    | 1981    |
| ↗51 400 | ↘51 100 | ↗51 200 | ↗51 900 | ↘51 200 | ↘51 100 | ↘51 000 | ↗52 200 | ↗52 900 | ↘52 500 | ↗53 500 | ↘53 400 |
| 1982    | 1983    | 1984    | 1985    | 1986    | 1987    | 1988    | 1989    | 1990    | 1991    | 1992    | 1993    |
| ↗53 900 | ↘53 800 | ↗54 100 | ↗54 700 | ↗55 800 | ↗56 100 | ↗56 400 | ↘56 200 | ↗57 600 | ↘56 100 | ↘55 700 | →55 700 |
| 1994    | 1995    | 1996    | 1997    | 1998    | 1999    | 2000    | 2001    | 2002    | 2003    | 2004    | 2005    |
| ↘55 500 | ↘55 400 | ↘55 100 | ↘54 800 | ↘54 200 | ↘53 400 | ↘52 600 | ↘51 900 | ↘50 437 | ↗50 700 | ↘50 100 | ↘49 700 |
| 2006    | 2007    | 2008    | 2009    | 2010    | 2011    | 2012    | 2013    | 2014    | 2015    | 2016    | 2017    |
| ↘49 400 | ↘49 300 | ↗49 500 | ↘49 105 | ↗49 975 | ↘49 861 | ↘49 513 | ↘49 403 | ↗49 574 | ↗49 964 | ↗50 419 | ↗51 251 |
| 2018    | 2019    | 2020    | 2021    | 2023    | 2024    | 2025    |         |         |         |         |         |
| ↘51 123 | ↗51 136 | ↗51 387 | ↘50 726 | ↗50 806 | ↘50 607 | ↗50 689 |         |         |         |         |         |

## Национальный состав

### Национальный состав района
| Народ     | 1939 год чел.   | 2010 год чел.   | 2021 чел.      |
| --------- | --------------- | --------------- | -------------- |
| Русские   | 24316 (80,23 %) | 41206 (82,45 %) | 39759 (81,5 %) |
| Буряты    | 4196 (13,84 %)  | 6672 (13,35 %)  | 7809 (16 %)    |
| Остальные | 1793 (5,91 %)   | 2197 (4,39 %)   | 1214 (2,48 %)  |
| Всего     | 30305 (100 %)   | 49975 (100 %)   | 48782 (100 %)  |

### Национальный состав пгт Заиграево на 2010 год
| Народ | 2010 год чел. | % от всего     | % от указав- ших нацио- наль- ность |
| 1     | Русские       | 1536 (80,58 %) | 4326 (77,44 %)                      |
| 2     | Буряты        | 187 (9,81 %)   | 1037 (18,56 %)                      |
| 3     | Остальные     | 183 (9,6 %)    | 223 (3,99 %)                        |
|       | всего         | 1906           | 5586                                |

## Территориальное устройство
Заиграевский район разделён на следующие административно-территориальные единицы: 2 посёлка городского типа (с подчинёнными ему населёнными пунктами), 15 сельсоветов и 2 сомон.
Муниципальный район включает 17 муниципальных образований, в том числе 2 городских и 15 сельских поселений. Последние соответствуют сельсоветам и сомонам.
| №        | Муниципальное образование | Административный центр | Количество населённых пунктов | Население (чел.) | Площадь (км²) | Административно- территориальная единица |
| -------- | ------------------------- | ---------------------- | ----------------------------- | ---------------- | ------------- | ---------------------------------------- |
| 1e-06    | Городское поселение       |                        |                               |                  |               |                                          |
| 1        | посёлок Заиграево         | пгт Заиграево          | 1                             | ↘4621            | 242,76        | пгт Заиграево                            |
| 2        | посёлок Онохой            | пгт Онохой             | 4                             | ↘10 244          | 195,80        | пгт Онохой, Старо-Онохойский сельсовет   |
| 2.000002 | Сельские поселения        |                        |                               |                  |               |                                          |
| 3        | Ацагатское                | село Нарын-Ацагат      | 3                             | ↘824             | 339,20        | Ацагатский сомон                         |
| 4        | Верхнеилькинское          | село Ташелан           | 5                             | ↘1048            | 574,83        | Верхнеилькинский сельсовет               |
| 5        | Горхонское                | посёлок Горхон         | 4                             | ↘1958            | 451,34        | Горхонский сельсовет                     |
| 6        | Дабатуйское               | улус Эрхирик           | 3                             | ↗6027            | 252,13        | Дабатуйский сомон                        |
| 7        | Илькинское                | село Илька             | 2                             | ↘2285            | 420,31        | Илькинский сельсовет                     |
| 8        | Ключевское                | посёлок Татарский Ключ | 1                             | ↘1372            | 136,60        | Ключевской сельсовет                     |
| 9        | Курбинское                | село Новая Курба       | 2                             | →938             | 482,16        | Курбинский сельсовет                     |
| 10       | Новобрянское              | село Новая Брянь       | 1                             | ↘4205            | 254,19        | Новобрянский сельсовет                   |
| 11       | Новоильинское             | село Новоильинск       | 2                             | ↘4152            | 781,50        | Новоильинский сельсовет                  |
| 12       | Первомаевское             | село Первомаевка       | 4                             | ↘1003            | 278,69        | Первомаевский сельсовет                  |
| 13       | Старо-Брянское            | село Старая Брянь      | 2                             | ↘654             | 281,85        | Старобрянский сельсовет                  |
| 14       | Талецкое                  | посёлок Нижние Тальцы  | 1                             | ↗5549            | 72,92         | Талецкий сельсовет                       |
| 15       | Тамахтайское              | посёлок Челутай        | 2                             | ↘799             | 375,11        | Тамахтайский сельсовет                   |
| 16       | Унэгэтэйское              | село Унэгэтэй          | 3                             | ↘1793            | 744,35        | Унэгэтэйский сельсовет                   |
| 17       | Усть-Брянское             | село Усть-Брянь        | 2                             | ↗1218            | 110,66        | Усть-Брянский сельсовет                  |
| 18       | Челутаевское              | посёлок Челутай        | 2                             | ↘964             | 124,37        | Челутаевский сельсовет                   |
| 19       | Шабурское                 | село Шабур             | 1                             | ↘953             | 273,06        | Шабурский сельсовет                      |

Законом Республики Бурятия от 7 октября 2014 года, было упразднено сельское поселение Старо-Онохойское, объединённое с городским поселением «Посёлок Онохой».

## Населённые пункты
В Заиграевском районе 45 населённых пунктов.
| №  | Населённый пункт | Тип                      | Население | Муниципальное образование |
| -- | ---------------- | ------------------------ | --------- | ------------------------- |
| 1  | Ангир            | улус                     | ↘158      | Унэгэтэйское              |
| 2  | Атхатай          | посёлок                  | ↘224      | Старо-Брянское            |
| 3  | Горхон           | посёлок                  | ↘1463     | Горхонское                |
| 4  | Дабата           | улус                     | ↗100      | Дабатуйское               |
| 5  | Дархита          | улус                     | ↘185      | Новоильинское             |
| 6  | Добо-Ёнхор       | улус                     | ↗122      | Ацагатское                |
| 7  | Дэдэ-Тала        | улус                     | ↘75       | Горхонское                |
| 8  | Заиграево        | пгт                      | ↘4621     | посёлок Заиграево         |
| 9  | Илька            | село                     | ↗2610     | Илькинское                |
| 10 | имени Серова     | блок-пост                | ↘52       | Усть-Брянское             |
| 11 | Кижа             | станция                  | →84       | Горхонское                |
| 12 | Красный Яр       | село                     | ↗30       | Унэгэтэйское              |
| 13 | Лесозаводской    | посёлок                  | ↘781      | Горхонское                |
| 14 | Мухор-Тала       | село                     | ↘222      | Верхнеилькинское          |
| 15 | Нарын            | улус                     | ↗219      | Верхнеилькинское          |
| 16 | Нарын-Ацагат     | село                     | ↗568      | Ацагатское                |
| 17 | Нарын-Шибирь     | улус                     | ↗126      | Дабатуйское               |
| 18 | Нижние Тальцы    | посёлок                  | ↗5549     | Талецкое                  |
| 19 | Новая Брянь      | село                     | ↘4205     | Новобрянское              |
| 20 | Новая Курба      | село                     | ↘484      | Курбинское                |
| 21 | Новоильинск      | село                     | ↘4032     | Новоильинское             |
| 22 | Онохой           | пгт                      | ↘9176     | посёлок Онохой            |
| 23 | Онохой-Шибирь    | улус                     | ↘105      | посёлок Онохой            |
| 24 | Первомаевка      | село                     | ↗807      | Первомаевское             |
| 25 | Петропавловка    | село                     | ↘65       | Первомаевское             |
| 26 | Старая Брянь     | село                     | ↘665      | Старо-Брянское            |
| 27 | Старая Курба     | село                     | ↘549      | Курбинское                |
| 28 | Старый Онохой    | село                     | ↘862      | посёлок Онохой            |
| 29 | Тарбагатай       | улус                     | ↘30       | Верхнеилькинское          |
| 30 | Тарбагатайка     | село                     | ↘33       | Тамахтайское              |
| 31 | Татарский Ключ   | посёлок                  | ↘1372     | Ключевское                |
| 32 | Ташелан          | село                     | ↗653      | Верхнеилькинское          |
| 33 | Тодогто          | село                     | ↘1068     | посёлок Онохой            |
| 34 | Унэгэтэй         | село                     | ↘1896     | Унэгэтэйское              |
| 35 | Усть-Брянь       | село                     | ↘1395     | Усть-Брянское             |
| 36 | Хара-Кутул       | посёлок                  | ↘181      | Верхнеилькинское          |
| 37 | Хара-Шибирь      | улус                     | ↗175      | Первомаевское             |
| 38 | Хотогор          | улус                     | →47       | Ацагатское                |
| 39 | Челутай          | посёлок                  | ↘1053     | Тамахтайское              |
| 40 | Челутай          | посёлок                  | →682      | Челутаевское              |
| 41 | Челутай          | посёлок при ж.д. станции | ↘458      | Челутаевское              |
| 42 | Шабур            | село                     | ↘953      | Шабурское                 |
| 43 | Шулута           | улус                     | ↘186      | Первомаевское             |
| 44 | Шэнэ-Буса        | улус                     | ↘416      | Илькинское                |
| 45 | Эрхирик          | село                     | ↗5234     | Дабатуйское               |

## Экономика
Заиграевский район — один из крупнейших по экономическому, трудовому, инфраструктурному потенциалу в Республике Бурятия. Обладает значительным производственным потенциалом и выгодным экономико-географическим положением. По территории района проходят важнейшие транспортные артерии, в том числе Транссибирская магистраль.
Основными предприятиями, обеспечивающими развитие промышленного производства района, являются такие предприятия, как АО «1019 военный ремонтный завод», АО «Свинокомплекс Восточно-Сибирский», ОАО «Карьер Доломит», ООО «Горная компания», ОП ООО «Балаковский завод минеральных наполнителей», ООО «Агро В» и др. 
По состоянию на 1 января 2017 года в районе функционирует 1113 субъектов малого и среднего предпринимательства.

## Достопримечательности

### Историко-культурные достопримечательности
Заиграевская земля имеет богатую историю, сохранённые традиции и культуру народов, издавна населяющих этот край, известна природными, историко-культурными памятниками. На территории района находится уникальный археологический комплекс, где на сравнительно небольшой площади сохранились следы различных культур и цивилизаций. В районе поставлено 25 памятников воинам-землякам, погибшим в годы Великой Отечественной войны, пять братских могил политзаключённым и партизанам Гражданской войны. Всегда гостеприимны и старообрядцы-семейские и украинцы, избравшие район своей родиной. На территории пос. Ацагатское построен туристический комплекс «Степной кочевник» - в перспективе туркомплекс международного уровня. Особой популярностью пользуется встреча Нового года по лунному календарю в Ацагатской долине, куда съезжаются гости со всей республики и даже из других стран.
- Ацагатский дацан — современный дацан Бурятии, входящий в состав туристического комплекса "Степной кочевник"
- Шулутский Дацан — один из старейших, знаменитых и особо почитаемых дацанов  в Бурятии. В настоящее время восстанавливается после разрушения в начале 20-го века. Шулутский дацан был основан в 1825 году близ реки Шулуты и являлся одним из крупнейших и известных монастырей Бурятии. Событием в истории Шулутского дацана явилось посещение его цесаревичем Николаем в 1891г. во время его известного путешествия по Сибири и Дальнему Востоку, славился своей медицинской школой. Из стен Шулутского дацана вышли 7 Хамбо Лам традиционной Буддийской Сангхи.
- Дом-музей «Тоонто Агвана Доржиева — в у.Хара-Шибирь сохранился дом, в котором проживал Агван Доржиев, знаменитый общественный, политический и религиозный деятель бурятского народа, учитель Далай-ламы XIV. Сегодня в доме располагается музей с богатейшей экспозицией, которая расскажет посетителям о жизни и деятельности Агвана Доржиева и  о материальной культуре бурят.
- Музей им. Агвана Доржиева — был открыт при Ацагатском дацане в 1999г. Фонды музея насчитывают 1430 единиц хранения.  На территории музея находится музей восковых фигур буддийских иерархов: Агвана Доржиева, его ученика и близкого друга — Его Святейшества Далай-ламы XIII, Его Святейшества Далай-ламы XIV, Хамбо-ламы Юролтуева.

Историко-культурные достопримечательности
Ацагатский дацан
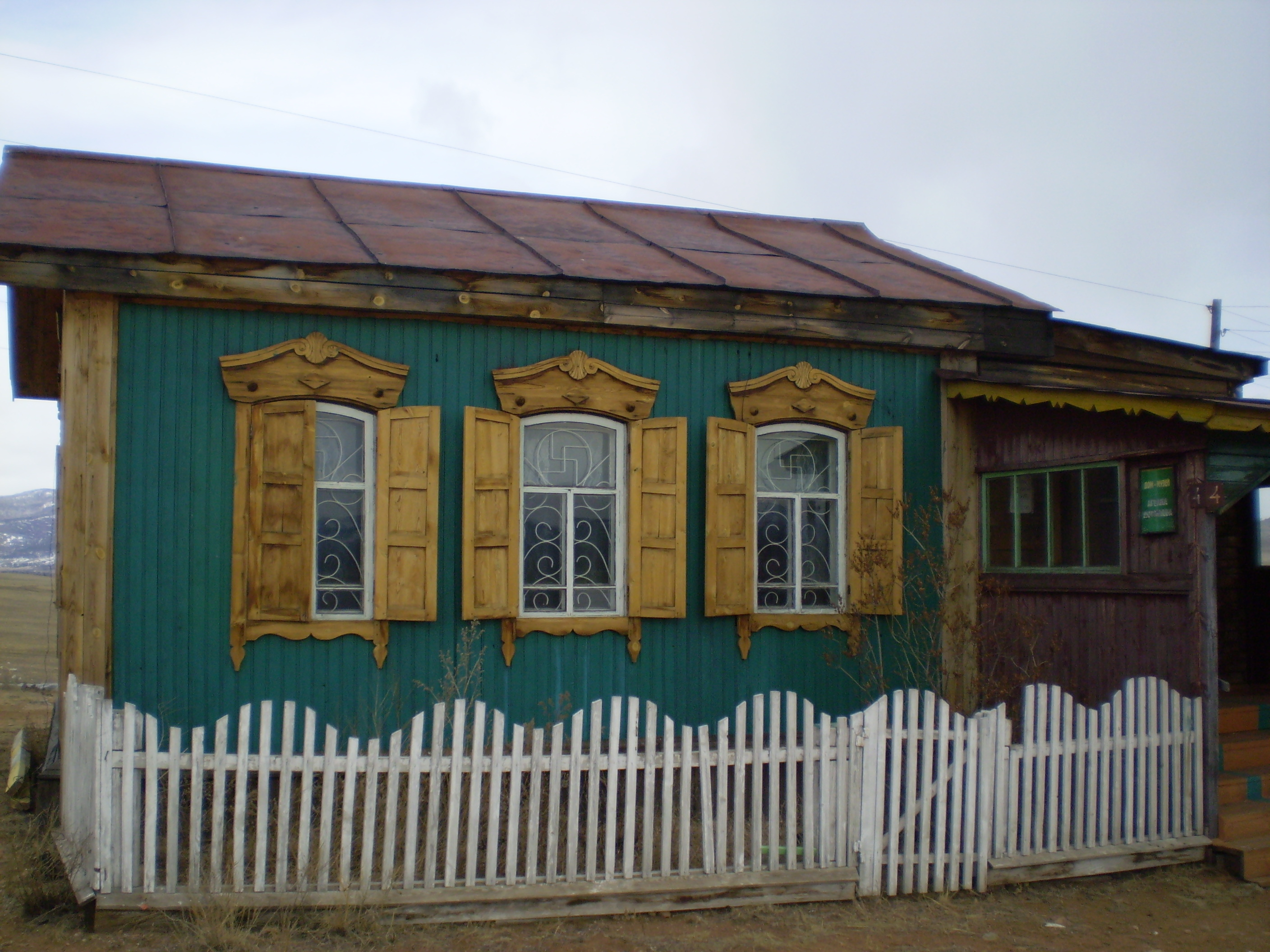
Дом-музей Агвана Доржиева
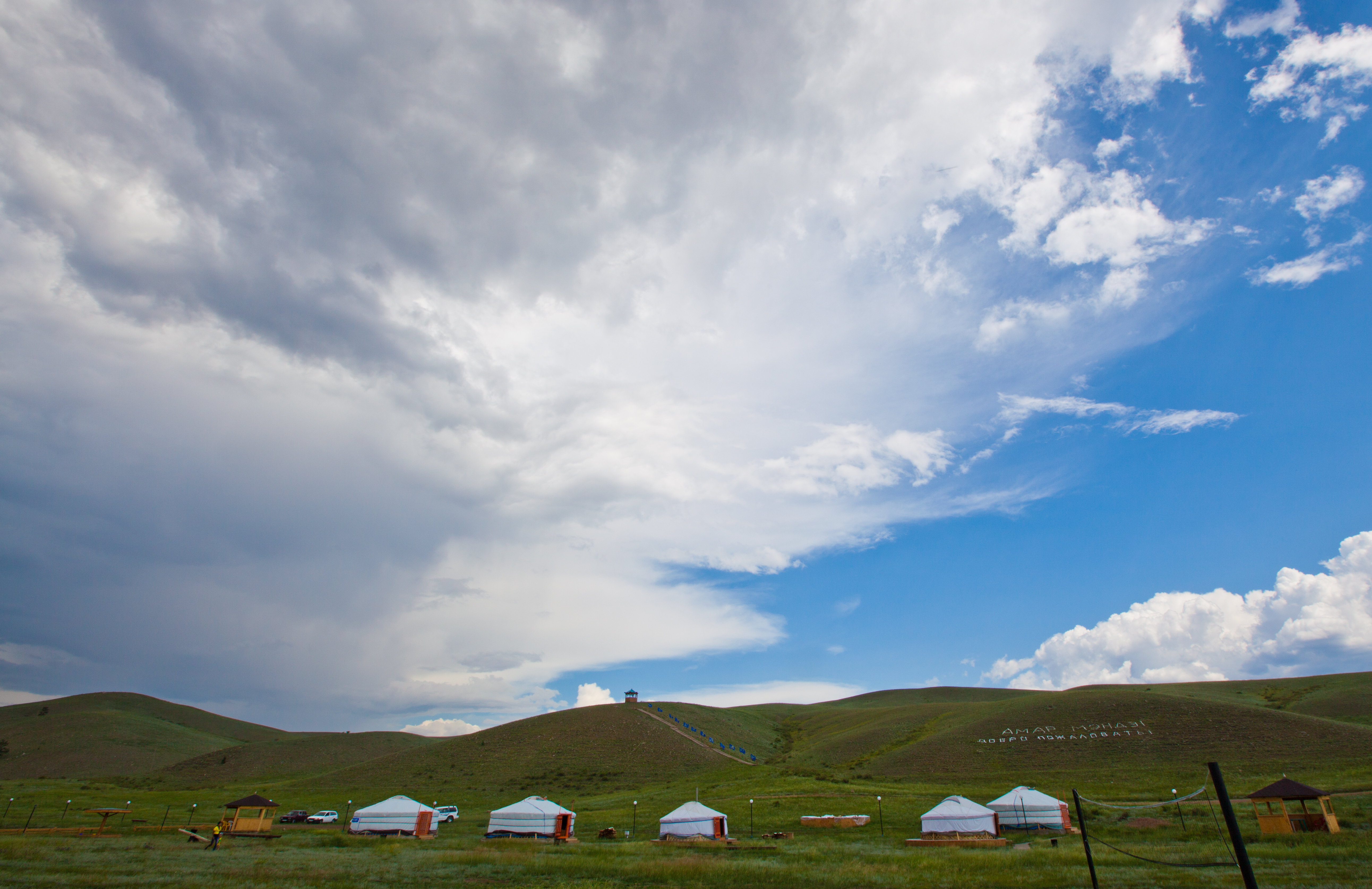
Туристский этнокомплекс "Степной кочевник"

### Природные достопримечательности
- Ацагатский серебряный источник;
- Ангирский заказник — Самый старейший региональный заказник, находящийся вблизи Улан-Удэ. Он занимает юго-восточные склоны хребта Улан-Бургасы и представляет собой горно-таёжную местность со множеством глубоких распадков, простирается от округлых гольцов хребта (с высотами 1500—1600 метров) до его подножия в лесо-степной зоне долины реки Уда. Здесь повсеместно встречаются каменистые россыпи и скалы-останцы высотой более 20 метров. Животный мир разнообразен и представлен фактически всеми видами таёжной фауны: лось, изюбрь, косуля, кабарга, кабан, медведь, соболь, рысь, колонок, горностай, глухарь, рябчик, тетерев и др. До сих пор здесь отмечаются заходы дикого северного оленя «улан-бургасской» популяции, занесённой в Красную книгу Бурятии. Есть здесь прекрасные глухариные и тетеревиные тока, на которых можно провести уникальную фото — и видеосъёмку. В ещё предрассветной мгле подойти на какой-то десяток метров к большой и осторожной таёжной птице и увидеть таинство брачной песни глухаря, когда, распушив веером свой хвост и передвигаясь по сосновой ветке, вытягивая к светлеющему небу свой клюв, он начинает «тэкать»… Именно здесь можно услышать своеобразное токование помеси каменного и обыкновенного глухаря — это действительно редчайший трофей.. На территории заказника расположен уникальный историко-геологический памятник, так называемые «Ангирские писаницы» — изображения наскальных рисунков древних людей (писаницы-петроглифы).
- Могильник Варварина Гора — памятник археологии, древнемонгольское захоронение X—XVII веков, объект культурного наследия народов РФ федерального значения. Представлен захоронениями в деревянных колодах с человеческими останками и предметами инвентаря того времени. Открыт в 1972 году неподалёку от поселения Варварина Гора, раскопки проводились в 1972—1976 гг. Находится в 4 км на север от села Старая Брянь на горе Данилина в местности Страшная падь на левобережье реки Брянки.
- Петроглифы Варварина Гора — расположены у подножия горы Голубинка примерно в 5 км от дороги между Старой и Новой Брянью, на скалистом останце (около 15 метров высотой), выполненные красной охрой, нанесенные на нижних отвесных плоскостях. Все изображения характерны для «селенгинской» группы петроглифов Забайкалья. Выделяют три основные группы рисунков (Композиции I, II, III), расположенных несколько удаленно друг от друга. Изображены птицы, антропоморфные фигурки, пятна охры, линии. Открыты в 1976 году.
- Поселение Варварина Гора — стоянка эпохи позднего палеолита, древнейший позднепалеолитический памятник природы Забайкалья. Одно из первых задокументированных мест пребывания древнего человека в этих краях. Здесь были обнаружены следы пребывания древнего человека, архаичный инвентарь жилища, а также культовое захоронение. Возраст составляет 30 — 45 тыс. лет. Открыто в 1961 году при строительных работах. Находится в 4 км на север от села Старая Брянь, на левобережье реки Брянки в местности Страшная падь.
- Каменка 1 и Каменка 2 — стоянка древнего охотника на шерстистого носорога. Здесь находятся плиточные захоронения древнемонгольских племён, в том числе гуннов. Она примечательна следами древних эпох — и неолита, и Бронзового века, и раннемонгольской культуры. Это «плиточные могилы» бронзового века. Такие захоронения оставляли жившие три тысячи лет назад в Забайкалье монголоидные племена, ныне обозначаемые как народы «культуры плиточных могил», по некоторым версиям, предки гуннов.
- Мухор-Тала — комплекс стоянок-мастерских каменного века (поздний палеолит, 25—30 тыс. лет назад — мезолит, 10—14 тыс. лет назад — неолит, 6—8 тыс. лет назад). Было выявлено 7 местонахождений, которые имели различные технико-типологические, хроностратиграфические и геоморфологические характеристики. Является объектом культурного наследия России федерального значения.
- Пещера Старая Брянь — памятник природы бронзового века, геоморфологического типа. Расположена в 3,5 км от села Старая Брянь возле дороги Старая Брянь — Шабур на склоне горы. Возраст пещеры составляет примерно 3 тыс. лет. Пещера является одним из самых известных объектов такого рода в Бурятии. В ней обнаружены наскальные рисунки, характерные для «селенгинской» группы петроглифов Забайкалья.
- Харашибирские столбы — тянутся вдоль хребта Улан-Бургасы с запада на восток. Протяжённость более 30 км. Самая высокая точка этой территории — 1672 м. Удивительное красивое место причудливых скал с нетронутой своеобразной флорой и фауной, ни в чём не уступающим Красноярским столбам.
- Шаман-Гора — «Культовое место поклонения» — именно такое название носит местность в летописях Бурятии. Чудной формы скалы, напоминающие морду волка и изображения людей, карабкающихся вверх. По легендам здесь жил старый шаман и считается, что его дух до сих пор обитает на горе и помогает тем, кто приходит сюда с чистыми помыслами. Эта скала, почитаемое священное место, место поклонения и верований. Расположена в 4 км на север от села Старая Брянь, в пределах одного километра от автодороги между Старой и Новой Брянью.

Природные достопримечательности
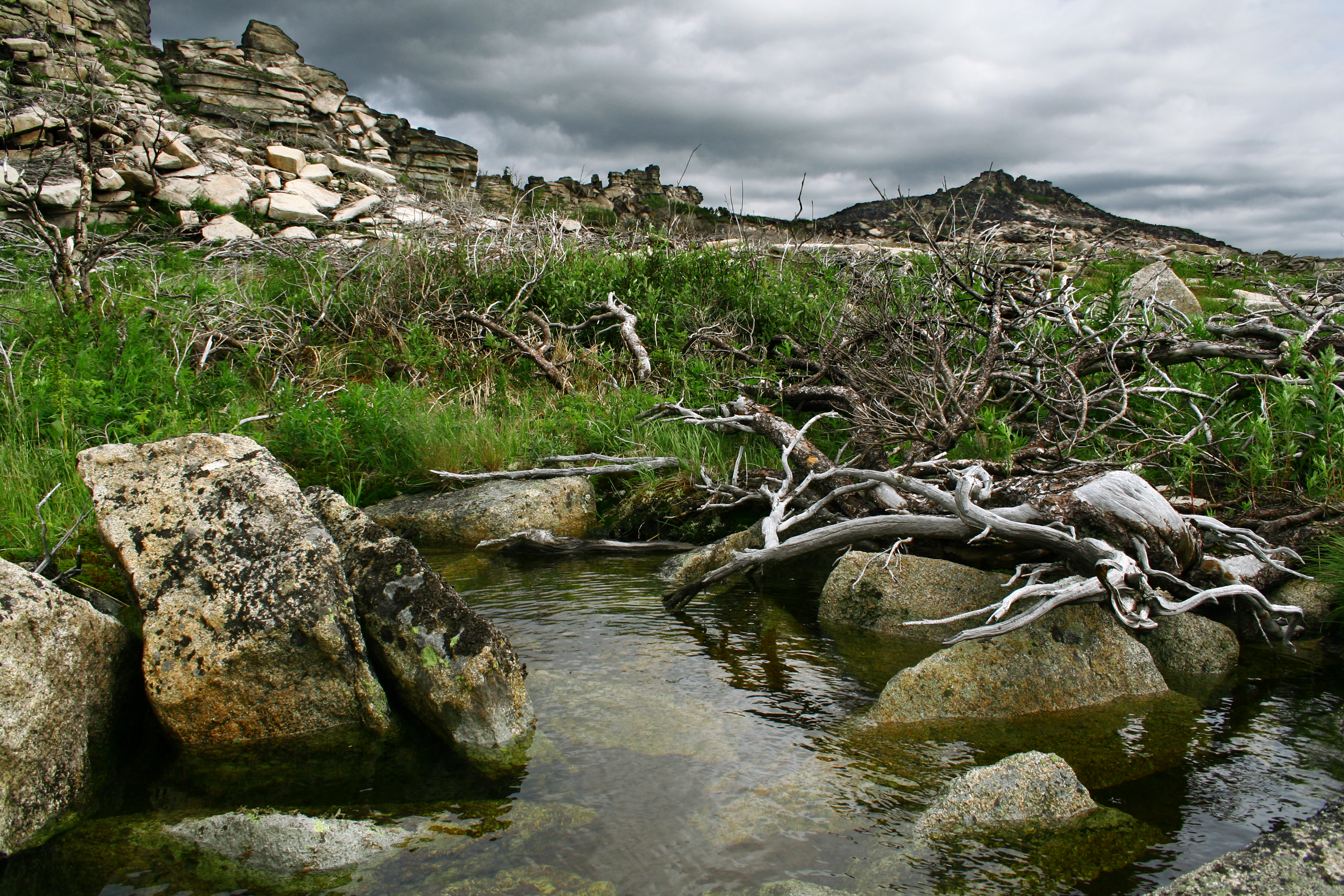
Харашибирские столбы
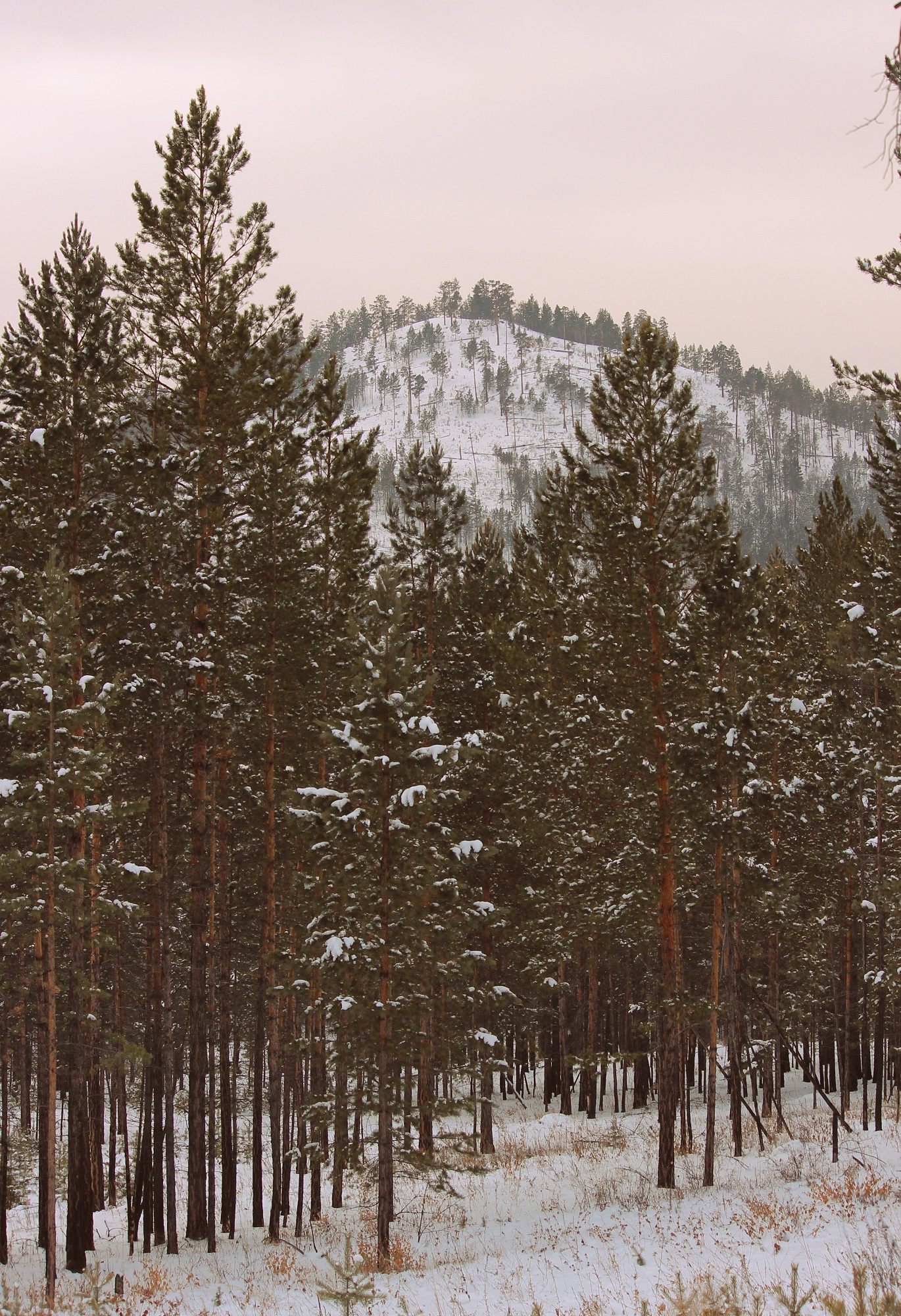
Варварина гора
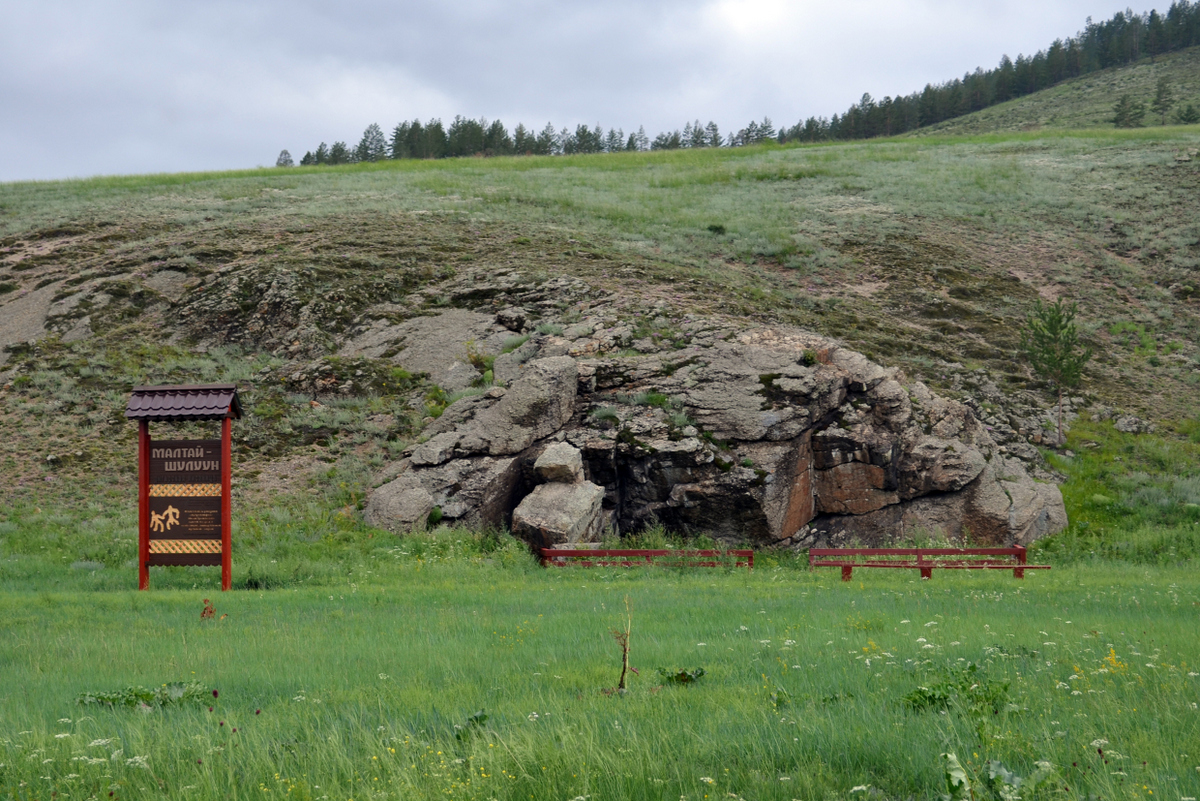
Ангирская писаница
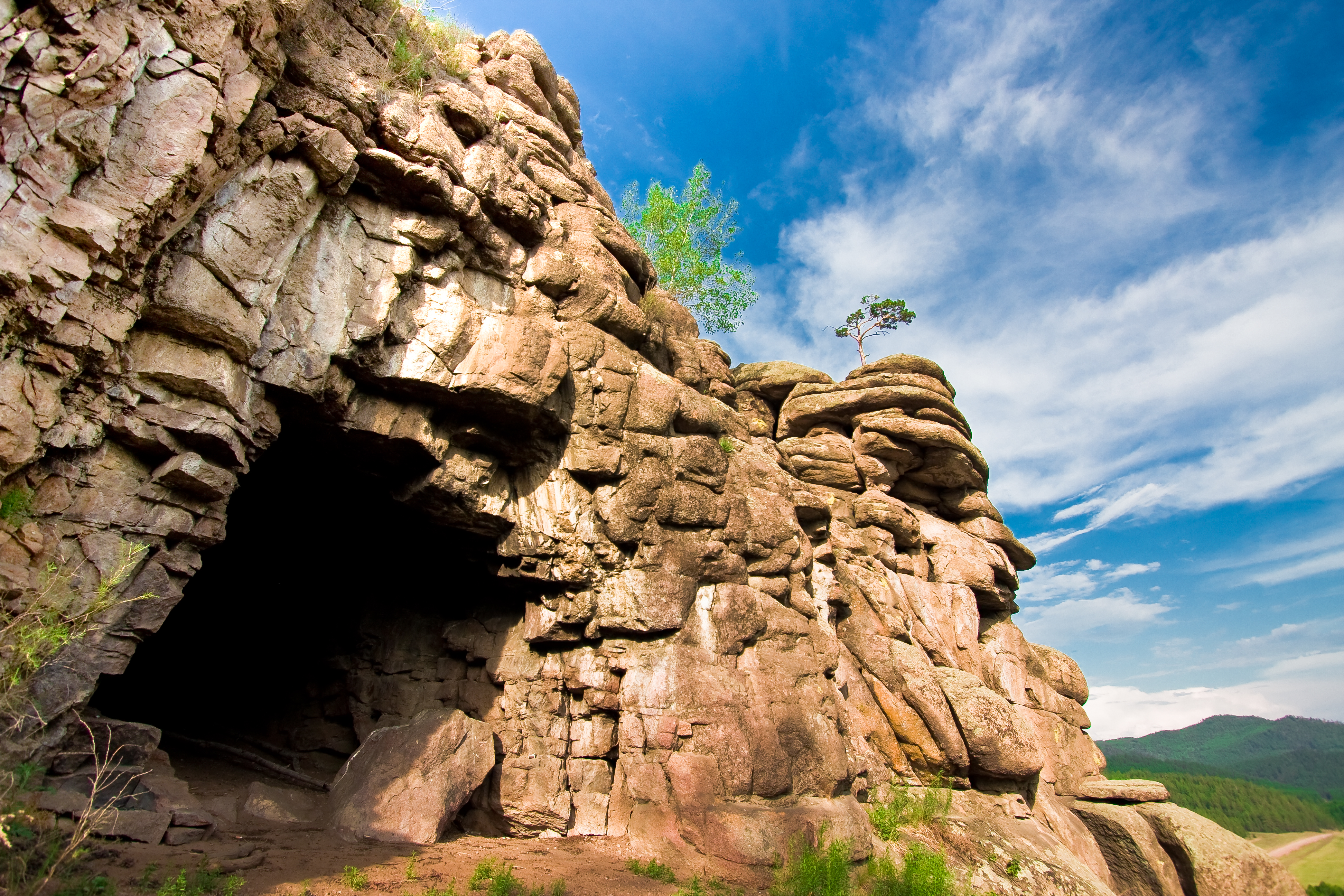
Пещера Старая Брянь
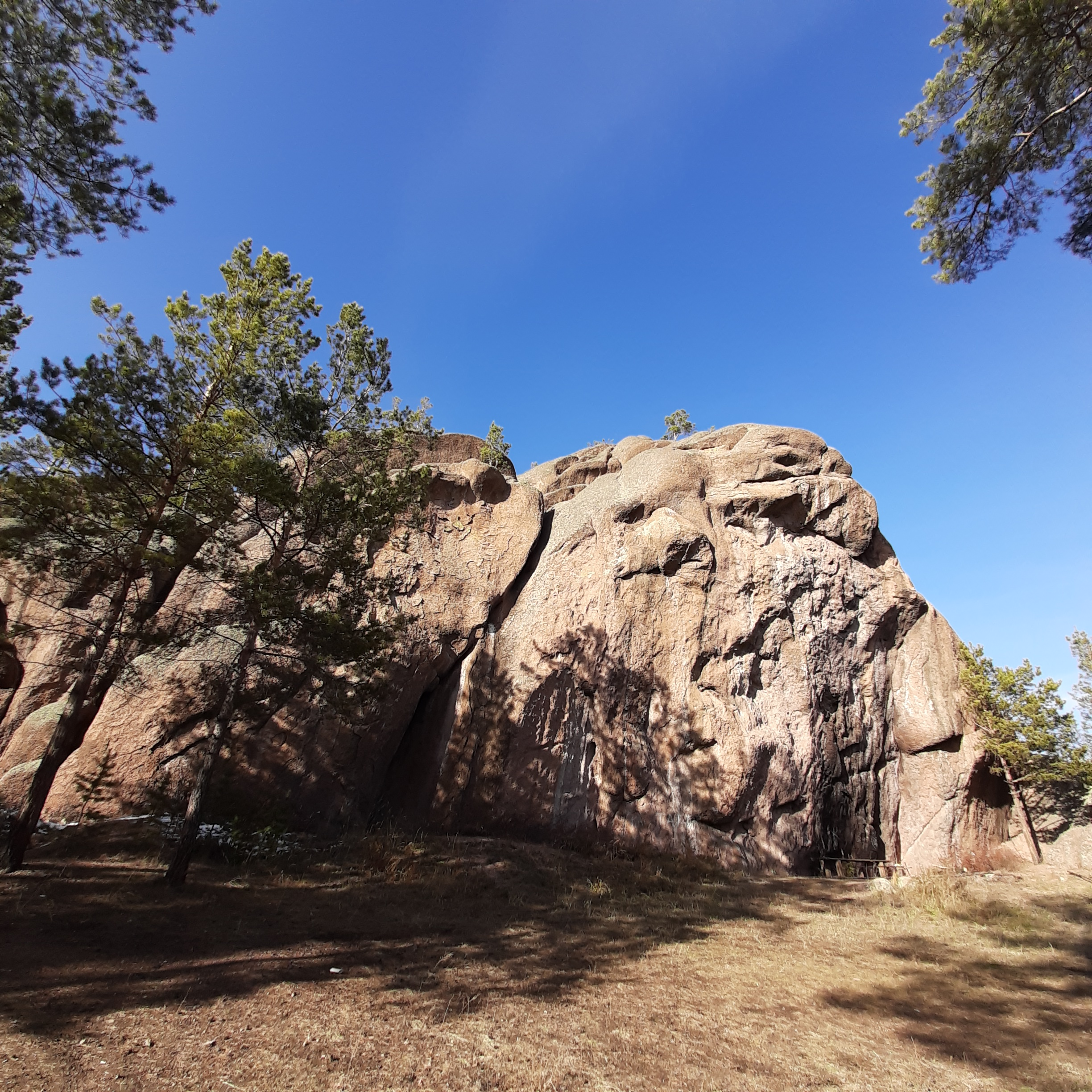
Шаман-Гора